# Mainbresson
Mainbresson est une commune associée de Rocquigny et une ancienne commune française, située dans le département des Ardennes en région Grand Est.
Elle fusionne, en 1974, avec le statut de commune associée (en même temps de Mainbressy), dans Rocquigny-la-Hardoye, pour former la commune de Rocquigny.

## Géographie
La commune avait une superficie de 2,94 km2

## Histoire
Par arrêté préfectoral du 22 avril 1974, la commune de Mainbresson est rattachée le 1er mai 1974 à la commune de Rocquigny-la-Hardoye sous la forme d'une fusion-association, en même temps que la commune de Mainbressy. La commune de Rocquigny-la-Hardoye reprend le nom de Rocquigny après la fusion-association de La Hardoye.

## Administration

### Liste des maires
| Période                                  | Période | Identité | Étiquette | Qualité |
| ---------------------------------------- | ------- | -------- | --------- | ------- |
| Les données manquantes sont à compléter. |         |          |           |         |
|                                          |         |          |           |         |

### Liste des maires délégués
| Période                                  | Période | Identité | Étiquette | Qualité |
| ---------------------------------------- | ------- | -------- | --------- | ------- |
| Les données manquantes sont à compléter. |         |          |           |         |
|                                          |         |          |           |         |

## Démographie
| 1793 | 1800 | 1806 | 1821 | 1831 | 1836 | 1841 | 1846 | 1851 |
| ---- | ---- | ---- | ---- | ---- | ---- | ---- | ---- | ---- |
| 252  | 258  | 274  | 274  | 309  | 294  | 269  | 254  | 243  |

| 1856 | 1861 | 1866 | 1872 | 1876 | 1881 | 1886 | 1891 | 1896 |
| ---- | ---- | ---- | ---- | ---- | ---- | ---- | ---- | ---- |
| lac. | lac. | 213  | 214  | 197  | 183  | 182  | 212  | 168  |

| 1901 | 1906 | 1911 | 1921 | 1926 | 1931 | 1936 | 1946 | 1954 |
| ---- | ---- | ---- | ---- | ---- | ---- | ---- | ---- | ---- |
| 162  | 134  | 125  | 107  | 97   | 122  | 134  | 132  | 144  |

| 1962 | 1968 | 1975 | 1982 | 1990 | 1999 | 2006 | 2008 | 2011 |
| ---- | ---- | ---- | ---- | ---- | ---- | ---- | ---- | ---- |
| 148  | 152  | -    | -    | 163  | 149  | 86   | 87   | 87   |

| 2013 | - | - | - | - | - | - | - | - |
| ---- | - | - | - | - | - | - | - | - |
| 83   | - | - | - | - | - | - | - | - |

Histogramme

(élaboration graphique par Wikipédia)